# Olen (Belgien)
Olen ist eine belgische Gemeinde in den Kempen der Region Flandern südlich des Albertkanals mit 12.824 Einwohnern (Stand 1. Januar 2024).
Turnhout liegt 20 Kilometer nördlich, Antwerpen 30 Kilometer westnordwestlich und Brüssel rund 46 Kilometer südwestlich.
Die nächsten Autobahnabfahrten befinden sich bei Herentals und Geel an der A13/E 313.
Olen hat einen eigenen Regionalbahnhof. In Herentals und Geel befinden sich die nächstgelegenen Regionalbahnhöfe.
Der Flughafen Antwerpen ist der nächste Regionalflughafen und Brüssel National nahe der Hauptstadt ist ein internationaler Flughafen.

## Gemeindepartnerschaft
- Białogard, Polen (seit 2004)

## Bilder

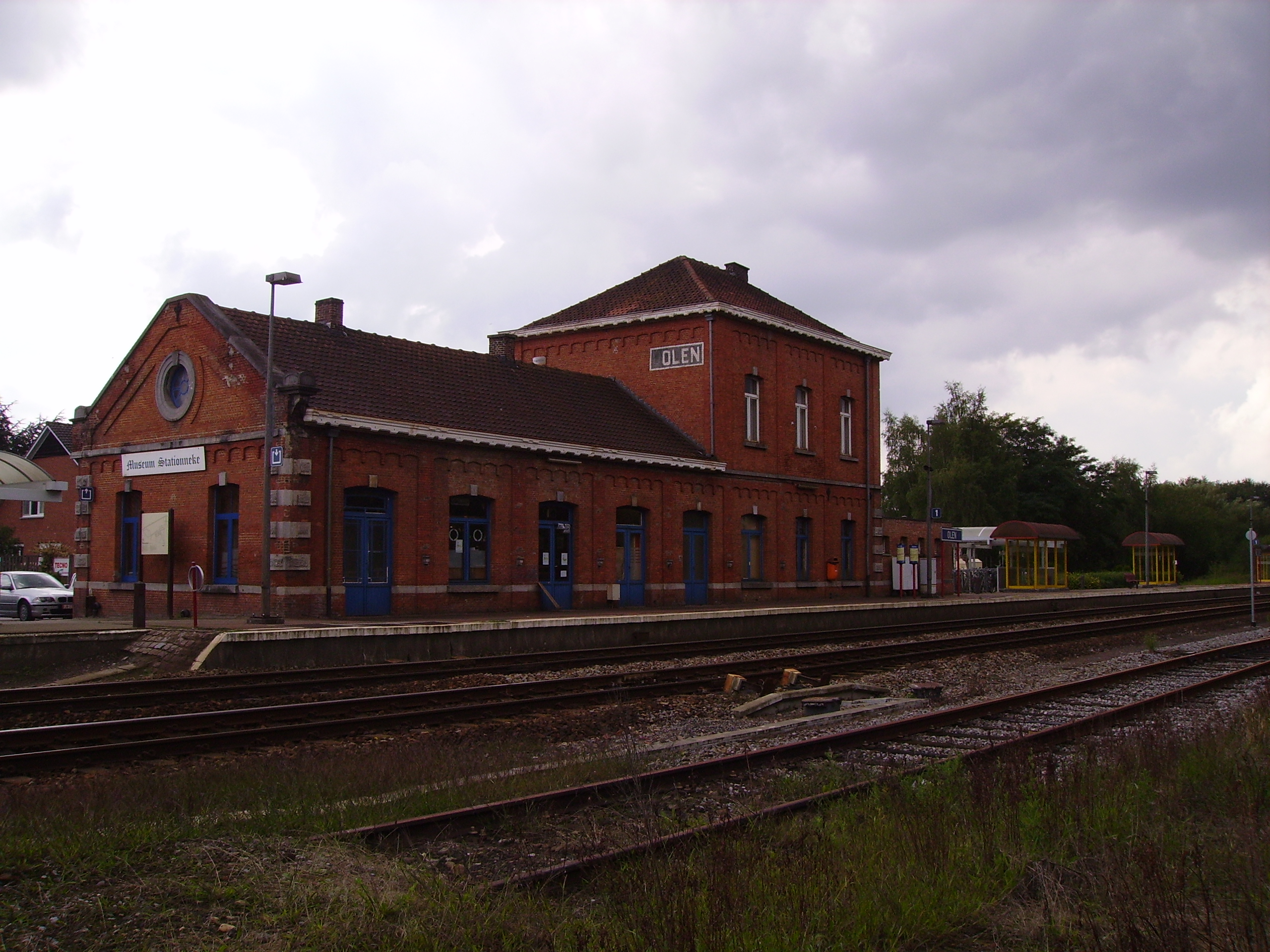
Bahnhof Olen
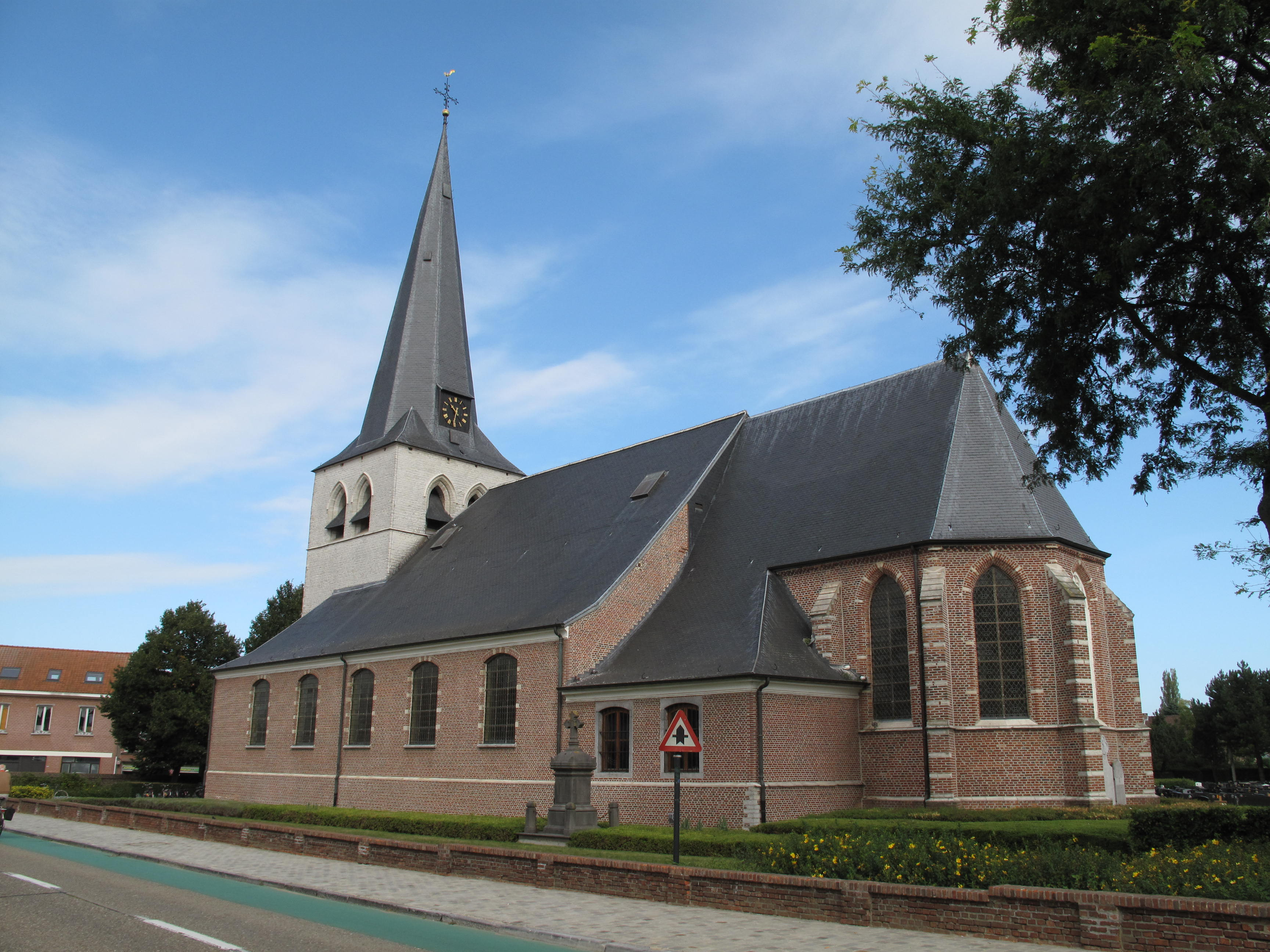
Olen, Kirche